# Kristina Michailowna Tarassowa
Kristina Michailowna Tarassowa (russisch Кристина Михайловна Тарасова, wiss. Transliteration Kristina Michajlovna Tarasova; * 5. Oktober 1991 in Astrachan, Sowjetunion) ist eine ehemalige russische Handballspielerin, die zuletzt für den russischen Erstligisten GK Astrachanotschka auflief.

## Karriere
Tarassowa begann das Handballspielen im Alter von 13 Jahren in ihrer Geburtsstadt. Über ihren Trainer gelangte sie nach einigen Monaten nach Swenigorod. Dort gehörte sie in der Saison 2009/10 dem Kader des russischen Erstligisten Swesda Swenigorod an. Anschließend wechselte die Außenspielerin zum Ligakonkurrenten GK Astrachanotschka. Nachdem Tarassowa im Jahr 2015 mit Astrachanotschka den dritten Platz bei der russischen Meisterschaft belegt hatte, gelang ihr ein Jahr später der Titelgewinn. In der Saison 2016/17 lief sie für den türkischen Erstligisten Zağnosspor auf.
Tarassowa kehrte im Jahr 2017 nach Russland zurück und schloss sich dem Erstligisten GK Lada Toljatti an. Ihr damaliger Trainer Lewon Akopjan setzte die Rechtshänderin neben der Linksaußenposition auch auf Rechtsaußen ein. Mit Lada wurde sie 2018 sowie 2019 russischer Vizemeister. Im Sommer 2019 kehrte sie zum GK Astrachanotschka zurück. Ende März 2022 wurde sie von ihrem Verein entlassen.